# Principios de París
Los Principios de París fueron elaborados en el primer Taller Internacional de Instituciones Nacionales para la Promoción y Protección de los Derechos Humanos, celebrada en París del 7 al 9 de octubre de 1991. Fueron adoptados por la Comisión de Derechos Humanos de las Naciones Unidas con la Resolución 1992/54, de 1992, reafirmada por la Asamblea General con la Resolución 48/134 de 1993. Los Principios de París se relacionan con el estatus y funcionamiento de las instituciones nacionales de derechos humanos (INDH, tales como comisiones de derechos humanos y defensorías del pueblo).
Además de intercambiar puntos de vista sobre las disposiciones vigentes para la protección de derechos humanos a nivel nacional, los participantes formularon un amplio conjunto de recomendaciones sobre el papel, la composición, condición y funciones de las instituciones nacionales de derechos humanos.]

## Cinco criterios
Los Principios de París enumeran una serie de responsabilidades para las instituciones nacionales, que caen en cinco categorías. En primer lugar, la institución deberá poder supervisar cualquiera situación de violación de los derechos humanos. En segundo lugar, la institución deberá ser capaz de asesorar al Gobierno, al Parlamento y a cualquier otro órgano competente sobre violaciones específicas, en temas relacionados con la legislación, y en lo que concierne el cumplimiento con, y la aplicación de, los instrumentos internacionales de derechos humanos. En tercer lugar, la institución debe mantener relaciones con las organizaciones regionales e internacionales. En cuarto lugar, la entidad contará con un mandato de educar e informar en materia de derechos humanos. En quinto lugar, a algunas instituciones se les da una competencia cuasi judicial.
"Los elementos centrales para la composición de una institución nacional son la independencia y el pluralismo. En cuanto a la independencia, la única guía en los Principios de París es que la designación de sus comisionados u otro liderazgo debe de efectuarse por un acto oficial que establece la duración del mandato específico, que puede ser renovable."
La conformidad con los Principios de París es el requisito fundamental del proceso de acreditación que regula el acceso de las instituciones nacionales al Consejo de Derechos Humanos y a otros órganos de las Naciones Unidas. Este es un sistema de revisión por pares operado por un subcomité del Comité Internacional de Coordinación de las INDH.